# 봉황자리 SX형 변광성
봉황자리 SX형 변광성(SX Phoenicis variable)은 변광성의 일종이다. 변광주기가 0.03-0.08 일(0.7-1.9 시간) 정도로 짧다. 분광형은 A2에서 F5 사이이며 등급은 0.7까지 밝아진다. 태양에 비해 금속성이 낮다. 같은 항성분류의 다른 별들과 비교해 광도가 낮고 공간속도가 상대적으로 높다. 이러한 성질로 봉황자리 SX형은 방패자리 델타형 변광성 등의 유사종과 구분된다. 방패자리 델타형은 변광주기가 길고 금속성이 높고 변광진폭이 크다.
봉황자리 SX형은 대개 구상 성단이나 은하 헤일로에서 발견된다. 봉황자리 SX형의 변광주기는 주기-광도 관계를 갖는다. 현재까지 구상성단에서 발견된 모든 봉황자리 SX형은 청색 낙오성이었다. 청색 낙오성이란 같은 성단에 포함된 비슷한 광도의 주계열성에 비해 푸른빛을 띠는 별을 말한다.